# 沧源抗日斗争
沧源抗日斗争是中国抗日战争中，滇西抗日战争发生在沧源县的事件，是佤山抗日武装斗争的一部分。
1942年5月，在中国远征军撤退后，日军进入缅北地区，在腊戍驻有一个联队。该联队曾以南北夹击的战术进攻阿佤山地区，向东一度攻到新地方、班弄等地。1945年日军被打退到缅甸，阿佤山抗日斗争结束。:78-79
缅甸光复后，英国景栋军区照会阿佤山游击队，要求撤离“一九四一年线”以西的佤山地区，并曾在南亢武、新地方与阿佤山游击队发生武装冲突。阿佤山游击队于1946年奉命撤回西盟的翁戛科烟山并解散。:259

## 抗日武装
1942年后，沧源境内形成了多支武装力量参与抗日战争：
- 国民革命军第二军新编第三十三师：1943年秋，国军第三十三师开进阿佤山防卫，同年冬与3,000名日军在班弄发生战斗，不敌后撤。1944年2月与日军在帕岔山、罗厚坝等地发生战斗。1945年底，国军派出40架飞机配合三十三师攻打滚弄的日军，致敌伤亡一千余人，收复滚弄。[1]:87-89

- 耿沧支队：1942年底，中国远征军第十一集团军总司令宋希濂派遣高级参谋张振武赴耿马组建抗日“耿沧支队”，支队司令为耿马土司罕富廷，其中第二大队在沧源的勐董成立，为原勐角董土司的武装力量。1944年后，耿沧支队曾在麻栗坝与日军游击队作战。1946年，耿沧支队被省政府强令解散。[1]:79-80

- 佧佤山特区自卫支队：1943年，龙云任命班弄头人马玉昌为总司令，组建“佧佤山特区自卫支队”，约有500人。1945年底，马玉昌的武装被班洪及镇康的佤汉联合部队消灭。[1]:80-81

- 班洪自卫队：1942年底，宋希濂委任班洪总管胡忠华为大队长组建“民族抗日独立大队”。由于龙云委任马玉昌组建佧佤山特区自卫支队，且管区包含胡忠华统治的班洪，导致胡的不满。其后胡被龙云封为“滇黔绥靖公署云南省政府班洪自卫队指挥部”总指挥，组建“班洪自卫队”，约有300人枪，分为6个大队，分驻南腊、班洪、岩帅等地。1944年10月胡忠华又被委任为“班洪守备司令官”。1943年底班洪自卫队曾配合国军先后在孟定的芒艾、芒鸠等地与日军作战并获得了胜利。抗战结束后胡忠华将自卫队改编为“班洪总管守备队”，人民政府进驻后解散。[1]:81-83

- 佧佤山抗日游击队：1943年夏，张振武率耿沧支队的特务连在新地方组建“佧佤山抗日游击队”，共有兵力千余人。1943年佧佤山抗日游击队在新地方作战失利退回勐董、永和一带，第三任游击司令李文开到任后于同年底成功夹击收复新地方。然而佧佤山抗日游击队的风评不佳，李文开曾无端拘捕多名佤族头人并要求高额赎金，1944年游击队发生兵变李文开被打死，1945年游击队遭到各处地方武装的袭击，不解自散。[1]:83-86

- 南佧佤山自卫支队：1944年夏，宋希濂委任罗正明为南佧佤山自卫支队司令。1945年初，自卫支队在从班养北上到新地方的途中与日雇佣军发生遭遇战，获得胜利。1946年初，罗正明将队伍解散。[1]:86-87

## 资料来源
1. 1 2 3 4 5 6 7  中国人民政治协商会议沧源佤族自治县文史委员会. .
2. ↑  朱昭华. . 哈尔滨: 黑龙江教育出版社. 2007年. ISBN 978-7-5316-4698-3.